# 安達貴英
安達 貴英（あだち たかひで、3月13日 - ）は、日本の男性声優、俳優。東京都出身。現在フリー。

## 人物
オフィスPACに所属していた。
特技は機械修理、音楽鑑賞、カメラ。

## 出演

### テレビアニメ
2007年
- 神霊狩/GHOST HOUND（田口治）

2008年
- モノクローム・ファクター（テニス部員）

2009年
- テイルズ オブ ジ アビス（アストン）
- 鋼の錬金術師 FULLMETAL ALCHEMIST（幹部A）
- はっけん たいけん だいすき!しまじろう

2010年
- しまじろう ヘソカ
- 四畳半神話大系（ほんわか男子D）

2011年
- TIGER & BUNNY（市民B、男B）

2012年
- LUPIN the Third -峰不二子という女-（警官A）
- 咲-Saki- 阿知賀編 episode of side-A（記者）

2025年
- アポカリプスホテル（温和宇宙人）

### 劇場アニメ
- アタゴオルは猫の森（2006年、カツラ）
- ブレイブ・ストーリー（2006年）
- 劇場版 TIGER & BUNNY -The Beginning-（2012年、犯人C）

### 海外アニメ
- アーサー・クリスマスの大冒険
- くもりときどきミートボール
- 怪奇ゾーン グラビティフォールズ (タイラー、ビル、他)
- メーターの東京レース

### Webアニメ
- ザ・マジカルナイト シンデレラとアリスとアラジンのアナザーストーリー（2009年）

### ゲーム
- TIGER & BUNNY 〜HERO'S DAY〜（2013年、サンセットレッド[8]）

### 吹き替え

#### 担当俳優
ジム・パーソンズ
- ステージド2 俺たちの舞台、アメリカ上陸!?（本人役）
- ハリウッド（ヘンリー・ウィルソン）
- ビッグバン★セオリー ギークなボクらの恋愛法則（シェルドン・クーパー）
- ヤング・シェルドン（ナレーション）

#### 映画・ドラマ
- アラトリステ
- アンダーワールド ビギンズ
- ER XV 緊急救命室 #15（ムーニー〈ナスティ・ネス〉）
- WINNER TAKES ALL
- エバーウッド 遥かなるコロラド (62話)
- 俺たちサボテン・アミーゴ（エステバン）
- キャプテン・アメリカ/ザ・ファースト・アベンジャー
- 宮廷画家ゴヤは見た
- キリマンジャロ
- ギルモア・ガールズ
- グッドラック・チャーリー/ザ・ムービー
- グッド・ワイフ (16話)
- グッド・ワイフ2 (4話)
- グッド・ワイフ3 (3話)
- クリミナル・マインド6 FBI行動分析課(4話)
- クリミナル・マインド 特命捜査班レッドセル(11話)
- ザ・ソプラノズ 哀愁のマフィア (80話)
- ザ・メンタリストシーズン2 #20（デイヴィッド〈スティーヴン・ハック〉）
- THE LABEL
- CSI:ニューヨーク6
- シティーハンター in Seoul
- SUPER8/スーパーエイト(イジー）
- スターター ワイフ
- セックス・イズ・ゼロ2
- ゼブラ軍団
- セルラー・シンドローム
- セントアンナの奇跡
- ソウ2
- ダイ・ハード/ラスト・デイ
- チャーミング・ガール
- トランスフォーマー: リベンジ
- ナース・ジャッキー2（マーズ）
- ナース・ジャッキー3（ディランのパパ 10話）
- 寝取られ男のラブ♂バカンス
- ネッシーのなみだ[10]
- ハッピーエンドのできるまで
- ビクトリアス
- ビッグ 〜愛は奇跡〈ミラクル〉〜（カン・ヒョクス）
- ホワイトクラッシュ
- 僕らのイケメン青果店（ナム・ユボン/イ・グァンス）
- 魔術師 MERLIN（ウィリアム）
- マスター・オブ・ザ・ドラゴン
- MAD MEN（ジョーイ・ベアード）
- ミーシャ・バートンのSex in Ohio
- 名探偵モンク
- ラフ・ボーイズ
- ロスト・キングダム
- ロマンスが必要
- ワイヤー イン ザ ブラッド (4th.#1)(5th.#2)
- ワンス・アポン・ア・タイム (ハッピー)

### ボイスオーバー
- アメリカン イーツ
- 現代の驚異

### 舞台
- ゴジラ
- 忠臣蔵（朗読）
- 追究（朗読）
- 八月のシャハラザード